# 7674 Kasuga
7674 Kasuga (1995 VO1) là một tiểu hành tinh vành đai chính được phát hiện ngày 15 tháng 11 năm 1995 bởi K. Endate ở Kitami.